# Klimatsmedjan
Klimatsmedjan är en ideell, partipolitiskt och religiöst obunden förening som verkar för att öka bildningen inom geopolitik och klimatfrågor.
1. ↑  ”Om oss - Klimatsmedjan”. 1 maj 2025. https://klimatsmedjan.se/om-oss/. Läst 16 augusti 2025.